# Istituto delle suore della misericordia di Australia
L'Istituto delle Suore della Misericordia di Australia (in inglese Institute of Sisters of Mercy of Australia) è un istituto religioso femminile di diritto pontificio: i membri di questa congregazione pospongono al loro nome la sigla I.S.M.A.

## Storia
L'istituto deriva dalle Suore della Misericordia fondate a Dublino nel 1827 da Catherine McAuley (1778-1841) e diffuse in numerosi paesi anglosassoni: la McAuley aveva voluto che ogni convento fosse autonomo dalla casa madre, ma nel XX secolo varie case iniziarono a unirsi e federarsi in congregazioni. Nel 1952, a Sydney, otto congregazioni australiane decisero di fondersi e la loro unione venne approvata dalla Santa Sede il 26 luglio 1954.
Le costituzioni della congregazione vennero approvate il 21 novembre 1957.

## Attività e diffusione
Le Suore della Misericordia si dedicano all'educazione e a varie opere di carità, in particolare verso le donne in difficoltà, i rifugiati e gli indigeni.
Oltre che in Australia, sono presenti in Pakistan e Papua Nuova Guinea: la sede generalizia è a Lewisham.
Al 31 dicembre 2005 l'istituto contava 1.660 religiose in 463 case.